# حسین استاد ولی
حسین استاد ولی مؤلف، مترجم و حدیث‌شناس ایرانی است که آثار مهمی چون ترجمه قرآن کریم، ترجمه نهج‌البلاغه، ترجمه صحیفه سجادیه، ترجمه آمالی شیخ مفید، تصحیح، ترجمه و توضیح اصول کافی، ترجمه سنن‌النبی، ترجمه علم‌الیقین، ترجمه آمالی شیخ طوسی، ترجمه بحرالمعارف و ترجمه و تصحیح مفاتیح الجنان را در کارنامه خود دارد.

## زندگی
حسین استاد ولی در سال ۱۳۳۱ در شهر تهران به دنیا آمد. پدرش آقاشیخ عباس نجّار از کسبهٔ متدین و اهل علم تهران بود و به تعبیر برخی از دوستان ایشان، کسی بود که «دین گریز را حدیث خوان می‌کرد» و به سبب نفس پاک وی برخی از افراد به کسوت اهل علم درآمدند. در سال ۱۳۴۸ در کنار کسب و کار، شب‌ها را در مدرسه آیت‌الله مجتهدی به کسب تحصیل علوم دینی پرداخت. وی از علمائی چون سیدهاشم حسینی تهرانی و سیدمحمد علم الهدی و شیخ محمدتقی شریعتمداری میرزا علی‌اکبر غفاری دانش آموخت.

## آثار
وی از سال ۱۳۶۱ تمام وقت خود را به کار تحقیق و تصحیح و ترجمه متون دینی مصروف داشت و جدای از نگارش مقالات متعدد، آثار ارزشمندی را تصحیح یا ترجمه کرده‌است که عبارتند از:
- تحقیق کتاب الأمالی شیخ مفید
- تحقیق کتاب تأویل الآیات
- ترجمه کتاب الأمالی شیخ مفید
- ترجمهٔ علم الیقین (جلد اول) فیض کاشانی
- ترجمهٔ الامام علی بن ابی طالب (ع)
- ترجمهٔ اصول کافی در ده جلد
- ترجمهٔ دروس فی الاخلاق آیت‌الله مشکینی
- ترجمهٔ سنن النبی علامه طباطبایی
- ترجمهٔ قرآن کریم با مختصر شرح و تفسیر
- ترجمهٔ نهج‌البلاغه
- ترجمهٔ صحیفه سجادیه
- تصحیح و ترجمه بخشی از کتاب مفتاح الفلاح از شیخ بهایی
- تصحیح و ترجمهٔ اربعین شیخ بهایی
- تألیف حسن بن علی (ع) بیدارترین سردار
- تألیف حسین بن علی (ع) به روایت اهل سنت
- تألیف چکیده زندگانی امام رضا (ع)
- تألیف احیای خاطره عاشورا
- تألیف نقش غدیر در امامت حضرت امیر (ع)
- تألیف قصه‌های طاقدیس
- تألیف حسن بن علی (ع) به روایت اهل سنت
- تألیف حضرت فاطمه زهرا (ع)
- تألیف بیعت در غدیر
- تألیف امام مهدی (عج)، آخرین یادگار الهی
- تألیف شرایط و موانع ظهور حضرت مهدی (عج)
- ترجمه زیارت ناحیه مقدسه
- ترجمه ماه رمضان در بیان پیامبر
- ترجمه اهل‌بیت (ع) در حدیث کساء
- ویرایش و تصحیح قرآن کریم، ترجمه الهی قمشه‌ای
- ویرایش و تصحیح قرآن کریم، ترجمه آیت‌الله مشکینی

## جوایز
وی جوایز متعددی را نیز کسب کرده از جمله:
- جایزه کتاب سال جمهوری اسلامی ایران در سال ۱۳۶۳
- خادم قرآن کریم در سال ۱۳۸۴
- مترجم برتر در سال ۱۳۸۸
- جایزه فرهنگ اهل بیت در سال ۱۳۸۹